# Orden del León de Oro de la Casa de Nassau
La Orden del León de Oro de la Casa de Nassau (en francés: "Ordre du Lion d’or de la maison de Nassau"; en luxemburgués: "Uerde der Gëllen Léiw vun der Haus vun Nassau", y en neerlandés: Huisorde van de Gouden Leeuw van Nassau) es una orden de caballería compartida por las dos ramas —la otoniana y la de Walram— de la Casa de Nassau.
Para la línea de Walram, la orden del León de Oro de la Casa de Nassau corresponde al más alto honor del Gran Ducado de Luxemburgo. Podrá ser adjudicada a soberanos extranjeros, príncipes de las casas soberanas y jefes de Estado por el servicio meritorio en Luxemburgo y al Gran Duque.
Para la línea otoniana es una orden dinástica holandesa de la Casa de Orange-Nassau, que es otorgada como regalo personal por el Rey de los Países Bajos. En este caso, el honor es conferido a una persona que haya prestado servicio especial a la Casa Real.

## Historia

### 1858-1892
La orden fue fundada por el Gran Ducado el 31 de marzo de 1858 por decreto del Rey-Gran Duque Guillermo III. La condecoración fue creada para ser compartida entre ambas ramas de la Casa de Nassau, en virtud del acuerdo entre Guillermo, rey de los Países Bajos y Adolfo, duque de Nassau y futuro Gran Duque de Luxemburgo. La orden originariamente incluía un solo grado, que fue aumentado a cuatro por Guillermo III en 1873:
- Gran Cruz
- Gran Oficial
- Oficial
- Caballero

El rango de Comendador fue introducido el año 1882.

### 1892 - presente
Ninguno de los cambios realizados por Guillermo III fueron confirmados por Adolfo, con quien se suponía que debían ser compartidos, y Adolfo se opuso a alguno de los nuevos grados. Cuando Guillermo murió sin un heredero varón, el Gran Ducado de Luxemburgo pasó a Adolfo, según lo dictado por el Pacto de Familia de Nassau. Dos años más tarde, se suprimieron los grados que Guillermo había creado unilateralmente y, a día de hoy, la condecoración ha mantenido un grado, es decir, la de Caballero. En 1905, Adolfo estuvo de acuerdo con la reina Guillermina de los Países Bajos, en compartir la orden entre ambas ramas gobernantes de la Casa de Nassau. El actual rey Guillermo Alejandro de los Países Bajos, así como el gran duque Enrique de Luxemburgo son Grandes Maestros conjuntos de la Orden del León de Oro de Nassau según las reglas de la orden.
En raras ocasiones, la orden se concede al unísono tanto por los Países Bajos como por Luxemburgo. Una de estas ocasiones fue cuando los dos Grandes Maestros otorgaron al presidente sudafricano Nelson Mandela el rango de caballero durante su visita de Estado en 1999 a los Países Bajos.

## Insignia
El caballero condecorado lleva la insignia en una faja en el hombro derecho, y la placa de la orden en el pecho izquierdo.
- La insignia de la orden es una Cruz de Malta dorada esmaltada en blanco, con el monograma de "N" en oro situado entre los brazos de la cruz. En el anverso el disco central es de esmalte azul, en el que se encuentra el León de Oro de la Casa de Nassau. El disco central del reverso está también esmaltado azul, con el lema Je maintiendrai en oro.[1]
- La placa es una estrella de 8 puntas con los rayos rectos de plata; el mismo anverso de la insignia de identificación de la orden aparece en el centro, rodeado por el lema Je maintiendrai en letras doradas sobre esmalte blanco.[1]
- La cinta de la orden es de muaré color amarillo-anaranjado con una pequeña franja azul en cada borde.[1]

## Criterios de adjudicación
Distinciones de honor del Gran Ducado de Luxemburgo:
La Orden del León de Oro de la Casa de Nassau puede conferirse a los soberanos y los príncipes de las casas soberanas y, hoy en día, también a los jefes de Estado, por servicios meritorios al Gran Duque y al país. La concesión de la insignia se lleva a cabo por el Gran Duque o su representante oficial especialmente designado. Se otorga de acuerdo con el jefe de la rama otoniana de la Casa de Nassau (Países Bajos).

## Príncipes y princesas de la Casa de Nassau
Los príncipes -hermanos e hijos de las dos líneas de la Casa de Nassau- nacen caballeros de la orden. En 1984, la reina Beatriz y el Gran Duque Juan hicieron un acuerdo en que las princesas -hijas de los jefes de la Casa de Nassau- reciben la orden a la mayoría de edad de 18 años-. Alejandra de Luxemburgo la recibió en su cumpleaños el 16 de febrero de 2009. Y ahora que el rey Guillermo Alejandro de los Países Bajos es el jefe de la rama holandesa, sus hijas Catalina Amalia de Orange, la princesa Alexia de los Países Bajos y la princesa Ariane de los Países Bajos también tienen derecho a recibirla en su cumpleaños número 18.